# Louriçal do Campo
Louriçal do Campo is een plaats (freguesia) in de Portugese gemeente Castelo Branco en telt 805 inwoners (2001).